# Ana María Alvarado
Ana María Alvarado (Ciudad de México, 28 de noviembre de 1968) es una periodista mexicana.
Estudió Ciencias y Técnicas de la Información, y ha participado en varios programas de espectáculos, entre los que se incluyen Despierta América, El gordo y la flaca y Talk show del padre Alberto. Tiene cápsulas de espectáculos en programas de la cadena Radio Fórmula, donde además trabajaba en el programa de radio Todo para la mujer, de Maxine Woodside.
En TV Azteca, se ha desempeñado como conductora en los programas Cada mañana, Venga la alegría y en la sección de espectáculos de Al extremo.
En 2005, recibió el Laurel de Oro que entrega Prensa, Radio y Televisión México-España, el cual premia a lo mejor de los medios. 
En 2016, se incorporó a las filas de Grupo Imagen, donde participa en el programa de Sale el sol, de Imagen Televisión, como conductora de la sección de espectáculos «Pájaros en el alambre», junto con Gustavo Adolfo Infante.
El 31 de enero de 2023, anunció su despido del programa Todo para la mujer, aunque esto fue desmentido por Maxine Woodside.
Finalmente, Alvarado interpuso una demanda contra Woodside al no llegar a un acuerdo con su expatrona.